# Roberto Masi
Roberto Masi (Firenze, 26 dicembre 1940 – Firenze, 25 novembre 2011) è stato un pittore italiano.

## Biografia
Esponente del primitivismo italiano, quando iniziò ventiduenne nel 1962 la sua attività di pittore dipingeva piccoli frammenti di un cavallo o di una casa. Da allora egli seguì un cammino rettilineo arrivando a possedere uno stile proprio.
La sua immagine è plastica e gli elementi figurali che vi intervengono trovano un equilibrio elementare nella loro massa. Il mondo di Masi è antitetico a quello espressionistico.
Nei suoi dipinti i volti rimangono atoni, inespressivi, impacciati; dai paesaggi è bandita ogni forma di dissoluzione, i cieli non si lacerano di nubi e la luce evidenzia un generale delirio d'immobilità scesa in un realismo quasi magico.
| Controllo di autorità | VIAF (EN) 134462393 · SBN SBNV101313 · GND (DE) 142187763 |